# (14821) Motaeno
(14821) Motaeno (1982 VG4) – planetoida z pasa głównego asteroid okrążająca Słońce w ciągu 3,46 lat w średniej odległości 2,29 j.a. Odkryta 14 listopada 1982 roku.